# Liste der Stolpersteine in Schweden

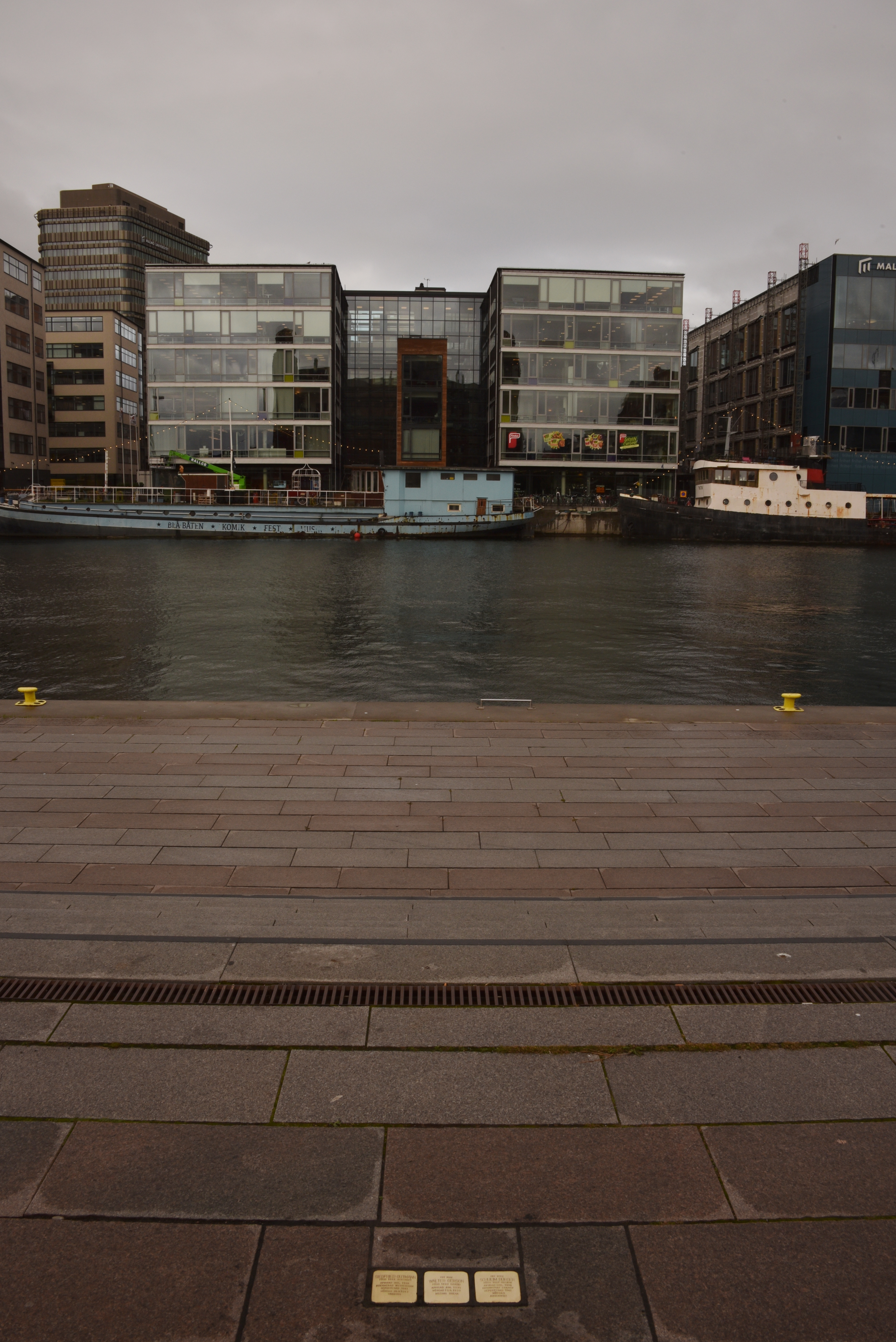
Stolpersteine in Malmö

Die Liste der Stolpersteine in Schweden listet alle Stolpersteine, die in Schweden verlegt worden sind. Die Stolpersteine liegen in der Regel vor dem letzten selbstgewählten Wohnort des Opfers und erinnern an das Schicksal der Menschen, die von den Nationalsozialisten ermordet, deportiert, vertrieben oder in den Suizid getrieben wurden. Die Stolpersteine wurden vom Kölner Künstler Gunter Demnig konzipiert und werden im Regelfall von ihm selbst verlegt.
Stolpersteine werden auf Schwedisch Snubbelstenar genannt. Sie liegen zumeist vor einem früheren selbst gewählten Wohnsitz. In Schweden liegen derzeit Stolpersteine in Malmö und in der Hauptstadt Stockholm. Die ersten Verlegungen fanden im Juni 2019 statt.

## Lage der Juden in Schweden

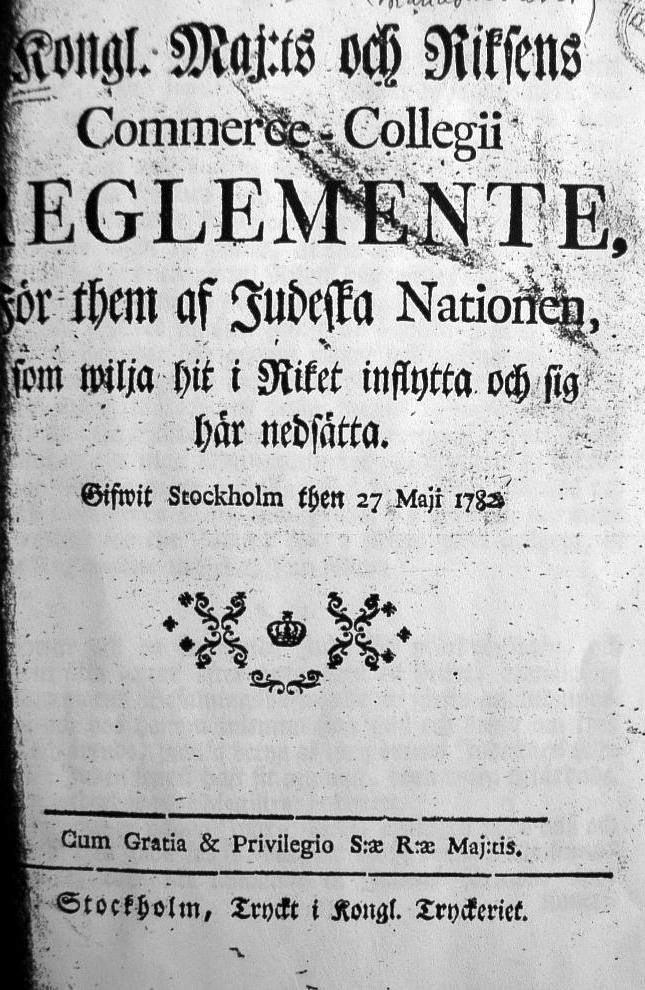
Judereglementet

Zahlenmäßig waren die jüdischen Gemeinden in Skandinavien stets sehr klein. Im 17. Jahrhundert noch mussten sich jüdische Einwanderer taufen lassen und Mitglied der Schwedischen Kirche werden. Erst 1718, während der Regentschaft von Karl XII., wurde das Recht auf freie Religionsausübung gewährt. Die Juden waren in Schweden nie ihres Lebens bedroht, jedoch jahrhundertelang einer Reihe von Einschränkungen unterworfen. Lange Zeit dominierte Ambivalenz die Beziehung des Staates zu seinen jüdischen Mitbürgern. Einerseits waren Juden insbesondere im Finanzsektor gefragte Geschäftspartner, andererseits unterlagen sie allen möglichen Einschränkungen. Beispielsweise beschränkte das Judereglementet von 1782 die Ansiedlung von Juden auf drei Städte: Stockholm, Gothenburg, Norrköping. Wenn Juden zum Protestantismus konvertierten, wurden sie rasch integriert. Ein Beispiel dafür war die Sopranistin Lovisa Augusti (1751–1790), die 1773 zur Hovsångare (Hofsängerin) und 1788 zum Mitglied der Königlich Schwedischen Musikakademie ernannt wurde.
Laut einer statistischen Erhebung von 1890 lebten damals im Königreich Schweden 3.402 Juden. Zwischen 1850 und 1920 waren mehrere Einwanderungswellen von aschkenasischen Juden aus Polen und Russland zu verzeichnen und die Zahl der jüdischen Bewohner erhöhte sich auf 6.500. Nach dem Ersten Weltkrieg wurde die Einwanderung strikt reglementiert und es wurden nur mehr kleinere Gruppen deutscher, tschechischer und österreichischer Juden ins Land gelassen. Die schwedische Flüchtlingspolitik der 1920er und 1930er Jahre war (ausgenommen die skandinavischen Nachbarländer) äußerst restriktiv. Das Land nahm nur eine begrenzte Anzahl politischer Flüchtlinge auf. Jude in Deutschland zu sein, war in Schweden kein anerkannter Fluchtgrund. Wer ohne Aufenthaltsgenehmigung ins Land kam, wurde abgeschoben.
Die Neutralität Schwedens führte während der NS-Okkupation weiter Teile Europas im Zweiten Weltkrieg zu einem "Paradox zwischen Widerstand und Kollaboration". Einerseits versorgte das Land das deutsche NS-Regime mit wichtigen Rohstoffen, andererseits war Schweden an der Rettung vieler Juden beteiligt. Dieses "diplomatische Doppelspiel sollte Schweden mit allen Mitteln aus dem Krieg halten." Nach den deutschen Niederlagen bei Stalingrad und in Nordafrika im Jahr 1943 wurde die schwedische Politik modifiziert: Der Transit zwischen Norwegen und Deutschland wurde unterbunden, alliierte Bomber durften über schwedisches Hoheitsgebiet fliegen und die norwegische Exilregierung wurde anerkannt.

## Schwedische Rettungsaktionen

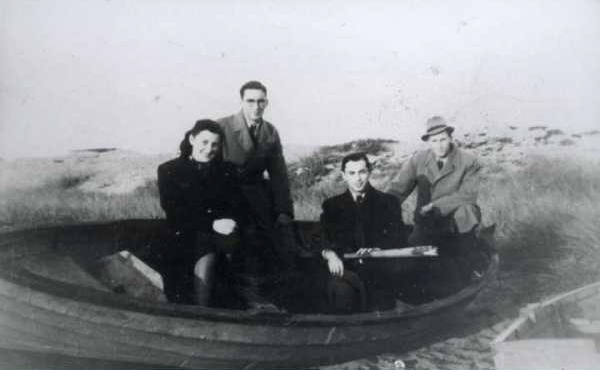
Dänische Juden kommen in Schweden an

Weiße Busse des Schwedischen Roten Kreuzes

Im Oktober 1943 erfolgte die Rettung der dänischen Juden in das neutrale Schweden, welches nicht von deutschen Streitkräften besetzt war. So konnten 7.742 jüdische Menschen, von denen 1.376 nicht dänischer Staatsangehörigkeit waren, in Sicherheit gebracht werden, denn sie bekamen ein dauerndes Aufenthaltsrecht bis zum Untergang des NS-Regimes. Georg Ferdinand Duckwitz (1904–1973), ein deutscher Diplomat, der sich schon lange vom Nationalsozialismus abgewandt hatte, informierte umgehend den Sozialdemokraten Hans Hedtoft, nachdem er erfahren hatte, dass für die Nacht vom 1. auf den 2. Oktober 1943 die Deportation der dänischen Juden über Deutschland in die Konzentrationslager geplant war. So konnten rechtzeitig nahezu alle Juden, die sich in Dänemark aufhielten, in das neutrale Schweden in Sicherheit gebracht werden. Nur knapp 1 % der jüdischen Population Dänemarks fielen den Nationalsozialisten in die Hände und wurden in der Folge Opfer der Shoah.
Der schwedische Diplomat Raoul Wallenberg konnte als erster Sekretär der schwedischen Gesandtschaft im Jahr 1944 mehrere Tausend jüdische Bürger Ungarns vor dem Holocaust retten, indem er schwedische Schutzpässe ausstellte. Im internationalen Ghetto rund um die Große Synagoge in Budapest, in dem sich etwa 30.000 Menschen befanden, richtete er zahlreiche Krankenstationen ein. Das Budapester Ghetto, in dem mehr als 80.000 Juden zusammengepfercht waren, ließ er mit Lebensmitteln beliefern.
Die Rettungsaktion der Weißen Busse, auch Aktion Bernadotte genannt, war eine humanitäre Rettungsaktion ab März 1945, in deren Rahmen 15.000 Häftlinge aus deutschen Konzentrationslagern nach Skandinavien in Sicherheit gebracht werden konnten. Die Häftlinge stammten überwiegend aus Dänemark und Norwegen. Die Rettungsaktion wurde vom Vize-Präsidenten des Schwedischen Roten Kreuzes, Folke Bernadotte mit den NS-Repräsentanten Walter Schellenberg und Heinrich Himmler persönlich vereinbart.

## Verlegte Stolpersteine
Die Tabellen sind teilweise sortierbar; die Grundsortierung erfolgt alphabetisch nach dem Familiennamen.

### Malmö
In Malmö wurden drei Stolpersteine verlegt. Die Stolpersteine liegen an der Stelle, wo sich früher das Zollhaus befand, erste Ankunftsstelle für Flüchtlinge.
| Stolperstein | Übersetzung | Verlegeort           | Name, Leben |
| ------------ | --- | -------------------- | --- |
|              | HIERHER KAM SCHULIM BÜRGER GEBOREN 1887 OLEJOW AUSGEWIESEN DEZ. 1938 INTERNIERT IN DRANCY DEPORTIERT 1942 ERMORDET AUSCHWITZ      | Posthusplatsen Malmö | Schulim Bürger wurde am 14. März 1887 in Olejow geboren. Er wurde Exportreisender für den Firma Thomas & Co, eine Wäschenwarenfabrik, und lebte in Wien. Bürger kam am 3. Dezember 1938 in Malmö an, kommend aus Kopenhagen und wurde sofort wieder nach Kopenhagen zurückgeschickt. Er wurde schließlich im Sammellager Drancy interniert und von dort am 9. September 1942 mit dem Transport 30 in das Vernichtungslager Auschwitz deportiert. Schulim Bürger hat die Shoah nicht überlebt. |
|              | HIERHER KAM WALTER GERSON GEBOREN 1882 DANZIG AUSGEWIESEN JUNI 1939 ERMORDET 12.9.1939 MSZANA DOLNA                               | Posthusplatsen Malmö | Walter Gerson wurde am 12. Dezember 1882 in Danzig geboren. Seine Eltern waren Julius Gerson und dessen Frau Henrieta. Walter Gerson wurde Anwalt und heiratete Martha Schapira. Das Paar hatte zumindest zwei Kinder: Fritz (geboren 1920) und Eva. Walter Gerson wurde Vertreter der Danziger Juden. Frühzeitig erkannte er die geplante Massenvernichtung der Juden, teilte dies zum Beispiel Gerhart Riegner bei einem Besuch in Genf im Jahr 1939 mit. Er selber bemühte sich aktiv um eine Ausreise nach Palästina. Am 12. Juni 1939 kam Gerson, von Kopenhagen kommend, in Malmö an. Noch am selben Tag wurde er abgewiesen und nach Kopenhagen zurückgeschickt. Dann ging er mit seiner Familie nach Rabka-Zdrój, sie wollten dort auf ihre Papiere für Palästina warten. Als die Deutschen dort einmarschierten, wurden er, sein Sohn und sein Schwager verhaftet. Walter Gerson, sein Sohn und sein Schwager wurden am 12. September 1939 in Mszana Dolna von den Deutschen erschossen. Seine Frau wurde im Mai 1942 in Rabka-Zdrój bei einem Massaker erschossen. Seine Tochter konnte kurz nach Schulabschluss mit einem Zertifikat nach Palästina fliehen, sie nannte sich später Khava Meron. |
|              | SIEGFRIED GUTMANN GEBOREN 1885 OSTERATH AUSGEWIESEN DEZ. 1938 INTERNIERT IN WESTERBORK DEPORTIERT 1943 ERMORDET 20.3.1943 SOBIBOR | Posthusplatsen Malmö | Siegfried Gutmann wurde am 11. September 1885 in Osterath geboren. Er war verheiratet und hatte zumindest einen Sohn, Heinz Leo Gutmann. Im November 1938 kam er über Amsterdam kommend in Malmö an. Er wurde wenige Tage später, im Dezember 1938, wieder ausgewiesen. Im weiteren Verlauf wurde Gutmann im Durchgangslager Westerbork interniert und am 17. März 1943 in das Vernichtungslager Sobibor deportiert. Siegfried Gutmann wurde dort am 20. März 1943 ermordet. |

### Stockholm
In Stockholm wurden drei Stolpersteine an drei Adressen verlegt.
| Stolpersteine | Übersetzung | Verlegeort                      | Name, Leben |
| ------------- | --- | ------------------------------- | --- |
|               | HIER WOHNTE ERICH HOLEWA GEBOREN 1896 BERLIN FLOH NACH SCHWEDEN AUSGEWIESEN SEPT. 1938 DEPORTIERT 1942 ERMORDET AUSCHWITZ            | Kungsholmstorg 6 · Stockholm ·  | Erich Holewa wurde am 22. Februar 1896 in Berlin geboren. Er war der Sohn von Leopold und Johanna, geborene Kleineibst. Sein Vater war Kaufmann, seine Mutter Hausfrau mit musischen Interessen. Holewa hatte mehrere Geschwister, darunter Erna (geboren 1899), Maria (geboren 1902), Hans (geboren 1905). und Rudolf (geboren 1907). Erich Holewa heiratete Lotte, geborene Salomon (geboren am 26. September 1898 in Berlin). Das Paar hatte zumindest einen Sohn: Peter (geboren am 21. Dezember 1921 in Berlin). Bruder Hans und dessen Frau Alice zogen in den 1930er Jahren nach Stockholm. Die ganze Familie war wegen ihrer jüdischen Herkunft in Deutschland und in den besetzten Gebieten massiv gefährdet. Im August 1938 beantragte Erich Holewa eine Aufenthaltserlaubnis, reiste nach Stockholm und lebte bei seinem Bruder und dessen Familie. Die Holewas versuchten auch, Erichs Frau und Sohn eine Einreiseerlaubnis zu verschaffen. Erich Holewas Aufenthaltsantrag wurde jedoch abgelehnt und er musste im September 1938 Schweden verlassen. Er stellte weitere Anträge, sich in Schweden niederlassen zu dürfen, zuerst von Berlin aus, später aus Antwerpen in Belgien. Im Mai 1940 wurde er gemeinsam mit seinem Sohn von der belgischen Polizei auf offener Straße festgenommen und einige Monate später den Deutschen übergeben. Vater und Sohn wurden in das Konzentrationslager Camp de Noé in Südfrankreich gebracht wurden. Sein Sohn Peter Holewa verlor am 20. Februar 1942 in diesem Lager sein Leben. Erich Holewa kam in das Sammellager Drancy und wurde von dort aus am 28. August 1942 mit dem Transport No. 25 in das Konzentrationslager Auschwitz deportiert. Erich Holewa wurde vom NS-Regime ermordet. Seine Ehefrau Lotte Holewa wurde ebenfalls verhaftet und im SS-Sammellager Mecheln interniert. Sie wurde bereits am 11. August 1942 nach Auschwitz deportiert. Auch Lotte Holewa wurde vom NS-Regime ermordet. Seine Schwester Erna überlebte die Shoah ebenfalls nicht. Erna Holeva wurde im Mai 1942 von Wien nach Minsk deportiert und dort nach der Ankunft ermordet. Sein Bruder Hans Holewa und dessen Frau konnten den Holocaust überleben. Sie bekamen zwei Kinder und blieben in Schweden. Hans Holewa wurde zu einem bedeutenden Komponisten der schwedischen Moderne. Er starb 1991. |
|               | HIER WOHNTE CURT MOSES GEBOREN 1886 BRESLAU FLOH NACH SCHWEDEN AUSGEWIESEN MAI 1937 SCHICKSAL UNBEKANNT                              | Gumshornsgatan 6 · Stockholm ·  | Curt Moses, auch Kurt, wurde am 25. Juni 1886 als Sohn von Eduard Moses in Breslau geboren. Er lebte in den frühen 1930er Jahren bei seiner Schwester und deren Ehemann in Stockholm. Er beantragte eine Aufenthaltserlaubnis, diese wurde 1936 abgelehnt. Ende Mai 1937 musste er das Land verlassen. Er ging nach Dänemark, später nach Norwegen. 1938 versuchte er zweimal nach Schweden einzureisen. Sein Schwager, der Ingenieur Emanuel Bengtsson, versuchte zu helfen und wandte sich mehrmals an den König. Im September 1938 erhielt Curt Moses eine Aufenthaltserlaubnis in Lettland, wo er in Riga lebte. Im Juli 1941 wurde Lettland durch das Deutsche Reich besetzt. Curt Moses wurde im Zentralgefängnis inhaftiert und wahrscheinlich im Juli 1941 von deutschen Besatzungstruppen getötet. |
|               | HIER WOHNTE HANS EDUARD SZYBILSKI GEBOREN 1907 ELBERFELD FLOH NACH SCHWEDEN AUSGEWIESEN JAN. 1939 DEPORTIERT 1943 ERMORDET AUSCHWITZ | Apelbergsgatan 36 · Stockholm · | Hans Eduard Szybilski wurde am 29. August 1907 in Elberfeld, heute ein Teil Wuppertals, geboren. Er kam als Handelsreisender für den Regenmantelhersteller Mackintosh nach Schweden, wo er mehrmals eine Aufenthaltserlaubnis beantragte. In einem seiner Anträge gab er an, dass er wegen sogenannter "Rassenschande" eine Strafverfolgung riskiert hätte, da seine Verlobte eine sogenannte „Arierin“ war. Bei seinem ersten Aufenthalt wurde er verhaftet und unter Polizeigewahrsam, mit Handschellen gefesselt, auf eine Fähre gebracht und ausgewiesen. Doch Deutschland ließ den Juden nicht wieder rein. Er landete erst in Kopenhagen, dann in Oslo und erhielt schließlich eine Kurzaufenthalserlaubnis für Schweden, doch dies nur zur Auflösung seines Geschäftes. Die schwedische Handelsvertreter-Vereinigung intervenierte gegen ihn, am 1. Dezember 1938 musste er das Land verlassen. Szybilski erhielt eine Aufenthaltserlaubnis in Finnland. Hier lebte er zuerst in einem Hotel in Helsinki, dann in einem Hotel in Turku. Anfang 1939 und im Juni desselben Jahres beantragte er wieder eine Aufenthaltserlaubnis für Schweden. Sein Antrag landete auf dem Tisch von Robert Paulsson, einem Doppelagenten, der deutsche Juden verriet. Dieser denunzierte Szybilski als Spion und fingierte Beweise. Im Juni 1939 wurde er in Finnland festgenommen, nach einem Jahr wieder frei gelassen, 1941 erneut verhaftet und im November 1942 erfolgte seine Auslieferung nach Deutschland. Am 19. Februar 1943 wurde Hans Eduard Szybilski mit dem Transport 29 von Berlin nach Auschwitz-Birkenau deportiert, wo er ermordet wurde. Ein Denkmal in Helsinki erinnert an Hans Eduard Szybilski sowie sieben weitere jüdische Opfer. Des Weiteren ist die Verlegung eines Stolpersteines auch in Helsinki für ihn geplant. |

## Verlegedaten

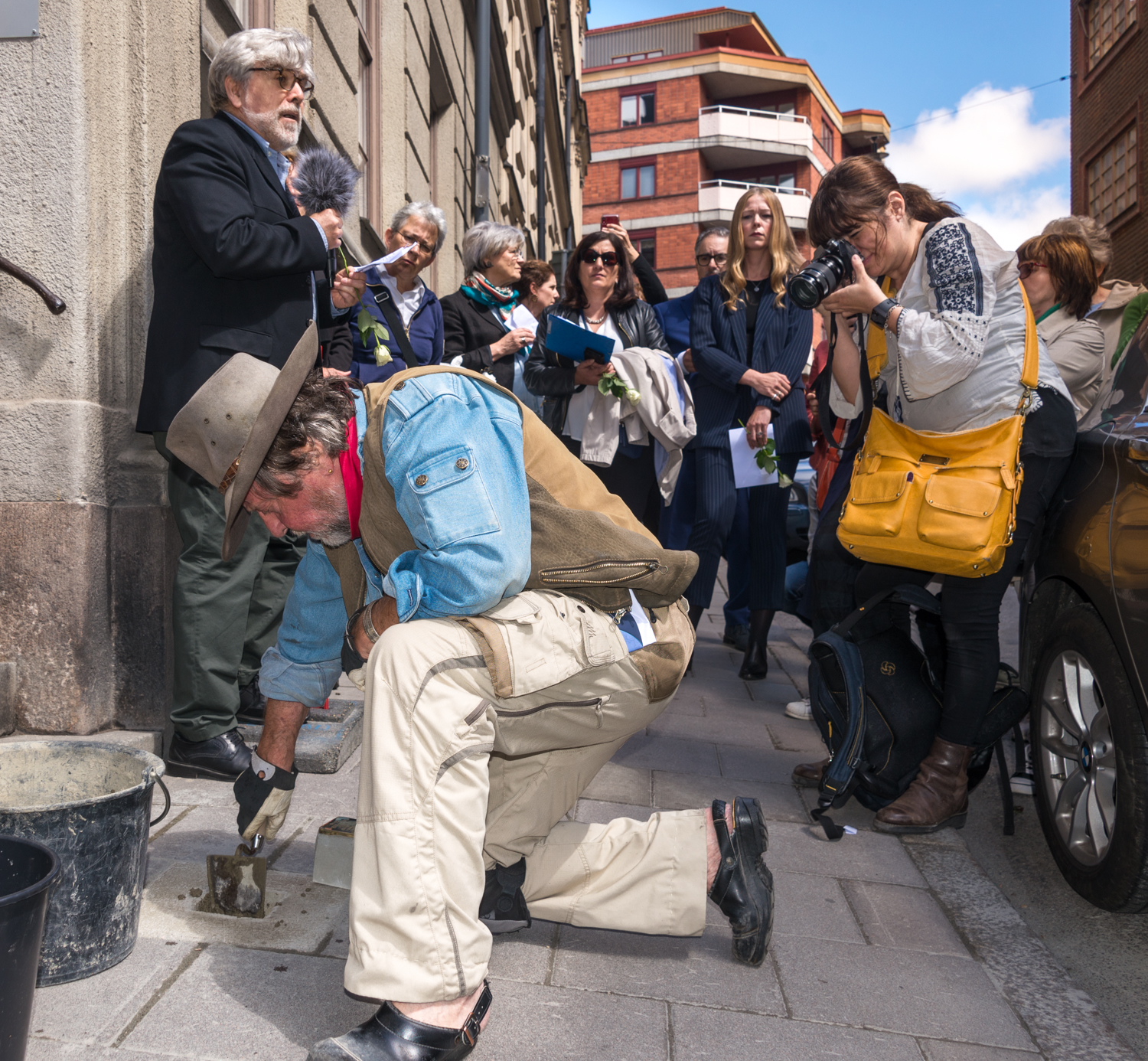
Verlegung des Stolpersteines für Hans Eduard Szybilski

Die ersten drei Stolpersteine in Stockholm wurden vom Künstler persönlich am 14. Juni 2019 verlegt. Sie beruhen auf einer Initiative des Forum för levande historia, der Vereinigung der Holocaust-Überlebenden und der Jüdischen Gemeinde in Stockholm. Am 31. August 2022 wurden am Posthusplatsen von Malmö drei Stolpersteine verlegt. Dort fand sich früher ein Zollhaus, in welchem Einwanderungen und Ausweisungen bearbeitet wurden. Die Stolpersteine erinnern an drei jüdische Flüchtlinge, die unmittelbar nach ihrer Ankunft zurückgewiesen und später vom NS-Regime ermordet wurden.